# Суходольский сельский совет (Гусятинский район)
Суходольский сельский совет (укр. Суходільська сільська рада) — входит в состав
Гусятинского района
Тернопольской области
Украины.
Административный центр сельского совета находится в 
с. Суходол.

## Населённые пункты совета
- с. Суходол
- с. Боднаровка